# Chikkenahalli, Challakere
Chikkenahalli là một làng thuộc tehsil Challakere, huyện Chitradurga, bang Karnataka, Ấn Độ.